# شریک زندگی من (فیلم ۲۰۰۶)
شریک زندگی من (به هندی: Mere Jeevan Saathi) فیلمی محصول سال ۲۰۰۶ و به کارگردانی سونیل دارشان است. در این فیلم بازیگرانی همچون آکشی کومار، کاریسما کاپور، آمیشا پاتل، گلشن گروور، اشیش ویدیارتی، آلوک نات ایفای نقش کرده‌اند.